# Panolan
Panolan is een bestuurslaag in het regentschap Blora van de provincie Midden-Java, Indonesië. Panolan telt 1663 inwoners (volkstelling 2010).